# Snow Prince: Kinjirareta koi no melody
Snow Prince: Kinjirareta koi no melody (スノープリンス 禁じられた恋のメロディ?) è un film del 2009 diretto da Jōji Matsuoka.
È tratto dal romanzo ottocentesco Il cane delle Fiandre dell'autrice inglese Marie Louise de la Ramée, pubblicato sotto lo pseudonimo di Ouida, e ispirato anche dalla pellicola cinematografica del 1971 intitolata Come sposare la compagna di banco e farla in barba alla maestra (Melody).
La storia narra una struggente vicenda di amicizia adolescenziale tra una ragazza cresciuta in una famiglia benestante e un giovane artista povero. Sota è un orfano che vive col nonno, mentre Sayo è la sua amica; assieme devono superare molte sfide che vengono a intralciare il loro cammino.

## Trama
Sayo, un'anziana signora, riceve un giorno inaspettatamente da un vecchio un manoscritto appartenente ad Haigo, un clown del circo incontrato da lei per la prima volta molti anni addietro. Si tratta di eventi riguardanti la prima giovinezza di Sayo (70 anni prima), quand'ella era amica di Sota, un povero ragazzo che viveva in un villaggio col nonno e sognava di diventare pittore.
Quando un circo giunge al paese, nonostante le raccomandazioni del nonno, Sota vi si dirige assieme all'amica. Dopo lo spettacolo riescono ad intrufolarsi dietro le quinte ma vengono scoperti dal clown Haigo, che Sato riconosce essere uno spirito-Kamisama. Più tardi il ragazzo viene a conoscenza dell'esistenza d'una particolare vernice, la quale può essere prodotta a partire dai materiali trovati in uno stagno.
I due amici decidono di andare alla ricerca del laghetto; tuttavia, la via che conduce allo stagno è irta di pericoli e debbon passar anche attraverso un tunnel ferroviario, al cui interno Sayo viene quasi investita da un treno. Al loro ritorno a casa i genitori della ragazza fanno in modo che i due non si incontrino più.
Più tardi Sota torna al laghetto col clown conosciuto al circo; il bambino si offre di fargli il ritratto ma il clown rifiuta, consigliando invece a Sato di dipingere tutto ciò che il suo cuore desidera. Il ragazzo sceglie così di dipingere Sayo mentre suona il pianoforte, dopo averla osservata mentre intonava la Suite bergamasque di Claude Debussy.
Per risparmiare i soldi che gli devono servire per comprare tela, pennelli e colori Sota soffre la fame e finisce col mangiare solo pochi chicchi di riso al giorno, ma riesce a terminare il quadro. Sayo intanto a casa sta festeggiano il proprio compleanno assieme ai compagni di scuola.
Sota consegna il dipinto al padre di Soya, poi il ragazzo torna verso casa in mezzo alla neve, ma presto s'accorge che il magazzino dell'uomo è in fiamme ed aiuta a spegnere l'incendio sviluppatosi; se ne va prima che Soya e il padre possano giungere a ringraziarlo. Lo ritrovano più tardi sulla sponda del laghetto, morto assiderato e di stenti.
Dopo aver terminato di leggere il manoscritto Sayo incomincia a suonare la Suite Bergamasque.

## Personaggi
- Sota (Shintarō Morimoto): un povero ragazzo orfano che vive col nonno. Ha un grande talento per il disegno e spende molto del suo tempo a disegnare perché non può permettersi di andare a scuola. Viene speso accompagnato dal cane Chibi.
- Sayo Arima (Marino Kuwashima): anima gemella di Sota e sua migliore amica d'infanzia. A'ppartiene ad una ricca famiglia ed il padre s'oppone alla sua relazione con Sota.
- Masamitsu Arima (Teruyuki Kagawa): padre di Sayo, è un ricco mercante ed il nonno di Sota lavora per lui.
- Kiyo Arima (Rei Dan): madre di Soya
- Yasuko (Maiko): giovane nipote di Saiko.
- il vecchio (Manabu Yamamoto): fratellastro di Sota e figlio di Haigo.
- Haigo (Tadanobu Asano): clown del circo. Egli è in realtà il padre di Sota e lo aiuta a scoprire la "vernice portentosa".
- Masayoshi Harada (Katsuo Nakamura): nonno di Sota. Un vecchio saggio che consiglia il nipote di non odiare mai nessuno né portare alcun rancore per le circostanze e situazioni difficili della sua vita.
- Sayo anziana (Keiko Kishi)